# Impending Death
Impending Death (deutsch Bevorstehender Tod) ist ein Foto, das der freiberufliche Fotograf Thomas Dallal am 11. September 2001 aufgenommen hat. Das Foto zeigt den Nordturm (1 WTC) des World Trade Centers, der nach dem Einschlag des American-Airlines-Fluges 11 um 8:46 Uhr und kurz vor seinem Einsturz um 10:28 Uhr in Flammen steht. Auf dem Foto sind zahlreiche Menschen zu sehen, die in den oberen Stockwerken des Gebäudes eingeschlossen sind und wegen des starken Rauchs und der Hitze aus den Fenstern hängen. Sie konnten nicht entkommen, da alle Treppenhäuser und Aufzüge oberhalb des 91. Stockwerks durch den Aufprall von Flug 11 zerstört wurden.
Das Foto wurde später für den internationalen Preis „Pictures of the Year“ nominiert und belegte den zweiten Platz. Ein ähnliches, näheres Foto, das von Jeff Christensen von Reuters aus einem anderen Winkel aufgenommen wurde, wurde später bei dem Versuch verwendet, die abgebildeten Opfer zu identifizieren.

## Hintergrund
Am 11. September 2001 wurden vier Verkehrsflugzeuge entführt und als Teil eines koordinierten Angriffs auf die Vereinigten Staaten absichtlich zum Absturz gebracht. Zwei davon, American Airlines Flug 11 und United Airlines Flug 175, stürzten um 8:46 Uhr bzw. 9:03 Uhr in den Nord- und Südturm des World Trade Centers. Beide Türme stürzten in weniger als zwei Stunden in sich zusammen, weil die Stützbalken durch das intensive Feuer geschwächt wurden; der Südturm um 9:59 Uhr und der Nordturm um 10:28 Uhr.
Aufgrund des Aufprallwinkels von Flug 11 konnte niemand oberhalb des 91. Stockwerks des Nordturms aus dem Gebäude fliehen, so dass 1.344 Menschen eingeschlossen waren. Sie alle starben durch Einatmen von Rauch, durch einen Sprung oder Sturz aus dem Gebäude oder durch den Einsturz des Turms. Es wurden zahlreiche Fotos von Opfern gemacht, die aus dem Gebäude fielen oder im Gebäude eingeschlossen waren. Das Bild „The Falling Man“ des Fotografen Richard Drew von Associated Press ist zu einem der berühmtesten und umstrittensten Bilder des 11. September geworden.
Impending Death wurde von dem freiberuflichen Fotojournalisten Thomas Dallal kurz vor dem Einsturz des Nordturms aufgenommen. Auf dem Bild sind etwa 50 Personen zu sehen, die sich in den Stockwerken von Cantor Fitzgerald, das bei den Anschlägen 658 Mitarbeiter verlor, d. h. fast zwei Drittel seiner Belegschaft, und Windows on the World, das 73 Mitarbeiter verlor, aufhielten.

## Identifikation
Im September 2006 veröffentlichte Vanity Fair einen Auszug aus dem Buch Watching the World Change, in dem die Bemühungen von Familienangehörigen der Opfer des 11. Septembers beschrieben werden, ihre Verwandten auf dem Foto und ähnlichen, aus anderen Winkeln aufgenommenen Fotos zu identifizieren.